# 布魯克 (ONE PIECE)
布魯克（ブルック）是日本漫畫家尾田榮一郎所創作的少年漫畫《航海王》中的虛構角色，是該作品的中的一位主要角色。是主角魯夫的第8位夥伴，草帽海賊團音樂家，原倫巴海賊團第二任船長，外表是一具爆炸頭骷髏，跟索隆一樣都是劍士，夢想是繞行世界一圈後回到顛倒山雙子峽跟拉布重逢。

## 設計
作者尾田榮一郎在擔任和月伸宏的助手時，某天與同門的武井宏之聊天，偶然間開玩笑表示「這就是骨頭（訣竅）」（日文“骨頭”與“訣竅”發音相似）。而最初設定則是巴其海賊團的船員之一。
其名字布魯克（Brook）音同英語裡的小溪和忍耐，亦為英語裡常見的男性姓名。

## 人物
布魯克是草帽海賊團第8位夥伴。自稱「死了剩一把骨頭的布魯克」，「黃泉果實」（ヨミヨミの実）能力者，曾經死過一次但因為果實能力而復活，但由於尋找屍體的時間過長，肉體已經腐敗，因此只剩白骨。外貌特徵是骷髏身體，生前則是身形苗条與配戴墨鏡的中年人模樣。身穿紳士裝和擁有一副爆炸頭，喜歡音樂、會演奏所有的樂器。手邊常駐的拐杖，實際上是一把杖型擊劍。
身體十分輕盈，可以在海面上快速行走，有很高的跳躍力。雖然身體是一副白骨，卻仍然保有視覺、聽覺、嗅覺、味覺、觸覺，還能夠吃飯、喝茶、流淚、噴鼻血及排泄。和蒙其·D·魯夫同樣有著只要喝牛奶就能讓骨骼遭受的傷害痊癒的特殊體質，也同樣不怕雷擊。只要頭蓋骨還健在，即便被外力影響掉落，仍可接回原本的位置恢復行動能力，他的頭蓋骨同時可自由掀開蓋合，收納重量體積較輕巧的物品。
個性好色、滑稽隨和，獨特笑聲是「呦呵呵呵」，見到女性開口第一句話就是「可不可以讓我欣賞妳的內褲？」同時重視恩義承諾。關鍵時刻也會運用年長者的歷練和智慧，提點和幫助夥伴度過難關。夢想環嶢世界一周再次到「偉大航道 雙子峽」跟島嶼鯨魚拉布重逢，尾田亦曾提到草帽海賊團如果是個大家族，布魯克就是家中的爺爺。最愛的食物是咖哩飯，但因為每次吃完總是會把臉給弄髒，因此香吉士不常做給他吃，討厭的食物是檸檬，原因是沒辦法做出酸的表情。布魯克在羅賓印象中的花種代表為薔薇。布魯克一天的睡眠時間為晚上12點到凌晨5點。

## 能力

### 惡魔果實
布魯克是超人系「黃泉果實」能力者，復活人，可在死後強制復活一次，50年前倫巴海賊團全軍覆沒後，強制發動該次復活能力。復活後即便是身體的骨架分離，只要分離的骨架還健在便可用靈魂接回恢復行動力。
根據布魯克在魚人島篇的解說，當他接受長手族的資助成為音樂家後，意外的在某次祈禱時發展出了靈魂出竅的能力（靈魂出竅的狀態下，布魯克的靈魂呈現草綠色，而且身邊還有幾枚鬼火漂浮在半空中）。人鱼岛篇起可以运用此能力调查敌阵，偷窥侦查。和之国篇，曾打扮成日本妖怪的样子成功以此状态吓到大蛇御庭番众成员。布魯克可利用靈魂出竅能力穿越障礙物，但无法作实体攻击伤害对方（如果对方同样是灵魂效果未知）因此很快会识穿。缺點是靈魂出竅狀態的本體會處於無法行動的狀態。動畫版布魯克則解釋是成為音樂家後，因為遇到音樂銷售量不佳與創作方面的瓶頸，在陷入低潮之際向神明祈禱；結果不但讓布魯克發展出靈魂出竅的特性，還使得他因此跳脫了靈感枯竭的窘境，增强弹奏令人牵动人心的歌曲效果。此外，布魯克在得到此能力後，經常利用能力偷窺女性的澡堂。也因外貌是骷髏頭以及能靈魂出竅，常常能嚇到很多人。
第二部劇情裡，布魯克活用長手族親自磨製而成的拐杖擊劍「魂之喪劍」和音樂能力，將黃泉果實的能力融會貫通，可將冥界的寒氣引至世間，也能利用樂曲結合黃泉果實的力量震懾指定對象的魂魄。

### 劍技
在第一部中，布魯克的柺杖其實是一把兩刃劍，因為全身只剩下一副的骨架的緣故，所以擁有極高的靈活性與速度，迴避攻擊不僅大幅降低了受傷的機會，還因為已經沒有肺部，因此不會有不夠氣的問題，甚至對吸收身體水分的攻擊也能完全免疫。使用的招式相對於索隆偏向東方式的劍技，布魯克則是偏向西洋劍的突刺攻擊，招式取名以音樂種類和擊劍術用語居多，且招式名稱多為義大利語。此外、這把劍也可以用來拉小提琴。
第二部時，布魯克委託長手族親自磨製而成的拐杖擊劍「魂之喪劍」，比之前所用的柺杖劍較尖且銳利，且可以隨時掛在腰上。他透過劍將冥界寒氣帶到這個世界，在攻擊敵人時使其傷口冰凍，連血都會凍結住，也可以使周圍地面結冰。

### 音樂
布魯克能利用琴弦彈奏小提琴，演奏出讓人昏睡或沉醉的狂歡音樂，把人們的精神帶入音樂的世界，讓聽見的人陷入「嘉年華夜晚」的幻覺之中。第二部劇情裡，布魯克隨身攜帶著長手族為其準備的鯊魚造型吉他，可結合黃泉果實和音樂的能力，震懾和傷害指定對象的魂魄。
歌曲專輯
- 《賓克斯的美酒》

布魯克最喜愛的歌曲是《賓克斯的美酒》（日語：ビンクスの酒）；這亦是倫巴海賊團眾人和抹香鯨拉布最喜愛的歌曲。起源於西海，是《ONE PIECE》裡面的很久以前就有的歌，羅賓指稱這是一首「海賊之歌」，翻滾海賊團船長蘿拉表示只要是海賊都會唱，魯夫也表示「紅髮」傑克他們常唱。布魯克藏有一個「音貝」，保存了50年前倫巴海賊團的夥伴們臨終之際合奏的《賓克斯的美酒》，現在則存放於他的頭蓋骨裡。
《賓克斯的美酒》是《ONE PIECE》原創曲，在創作恐怖三桅帆船篇的4至5年前，作者尾田榮一郎已拜託動畫音樂大師田中公平為此曲作曲；而歌詞則由尾田本人創作，並在漫畫第488話首次公布。所以自從布魯克首次出場，這首歌曲已經完成了。歌詞中還添加了布魯克的招牌「喲呵呵呵」的笑聲。
- 《NEW WORLD》
- 收入曲目（2011年12月21日發售）： 
  - 1.NEW WORLD
  - 2.骨（ボーン）to be wild
  - 3.NEW WORLD（カラオケ）
  - 4.骨（ボーン）to be wild（カラオケ）

## 劇中表現
布魯克出身西海，年輕時原本是某國護衛團長，後加入倫巴海賊團成為該團的劍士暨音樂家，後因船長尤奇染上瘟疫離開海賊團而接任船長。52年前跟鯨魚拉布約定在雙子峽重逢，當時的懸賞金額是3,300萬貝里。
後來倫巴海賊團在魔幻三角地帶遇到敵人並遭遇有毒武器的攻擊，而且船醫也已經死亡，包括布魯克在內的船員們在船上舉行了一場大合奏後全軍覆沒，同時也是大合奏中最後死亡的，布魯克臨死前嚐到同伴一個接著一個死去的恐懼和寂寞。因生前吃下黃泉果實所產生的能力，靈魂回歸現世並準備尋找身體，雖然在魔幻三角地帶的濃霧中迷路了一年後找到了身體、但是已經化成一堆白骨了，不過爆炸頭仍然存在，自此他只能以骷髏狀態生活在船上，幫同伴們安葬後，孤獨的度過50年。

### 第一部
被時任「王下七武海」月光·摩利亞奪去了影子，移植至赫古巴庫所改造的武士殭屍「斬龍武士」龍馬的身上。偶然中發現了鹽能夠淨化殭屍的秘密，為了搶回自己的影子，在島上大量淨化殭屍，讓鬼魂島陷入一片恐慌，結果不敵裝有自己影子的殭屍劍豪龍馬，大敗而歸。
之後和草帽海賊團相遇，興奮地表現出重見活人的喜悅，魯夫因為布魯克非常有趣、立刻邀請他加入，但是布魯克因為被奪去影子而無法待在陽光底下而拒絕了魯夫的邀請，並透露這50年來的經歷，還特地警告魯夫等人趕快離開鬼魂島。在不聽勸告的魯夫帶領一行人踏進鬼魂島後，布魯克趁佛朗基與妮可·羅賓被蜘蛛猴困住時，淨化蜘蛛猴並救了兩人，還特地對他們透露利用鹽淨化殭屍的方法，以便於對抗島上的殭屍群。直到羅羅亞·索隆戰勝龍馬，影子才終於回到他的腳下。在擊敗摩利亞後，從魯夫口中得知夥伴拉布現在平安無事的消息，為了履行和拉布的約定，以音樂家身分正式加入草帽海賊團。
在夏波帝諸島與夥伴分散的布魯克被彈飛的布魯克掉落到偉大航道「納瑪庫拉島」上的「貧困王國」哈拉海塔尼亞，由於墜落在當地人舉行儀式的法陣當中，被當地人誤認為撒旦惡魔。他從哈拉海塔尼亞的領導人佩力克口中，得知島上長手族強盜的猖獗造成民不聊生，便利用音樂激起當地居民的戰意與勇氣，讓當地居民成功制服了長手族強盜。後來布魯克得知魯夫在頂點戰爭中的消息，釋放了長手族強盜，卻反被長手族強盜帶到劍山島上的泰納格納王國供人參觀，為了克服被囚禁的狀況，布魯克當著長手族人的面前表演特技，還拿起吉他演奏自創的樂曲「bone to be wild」。以珍禽異獸身分被帶往世界各地旅行，增加其音樂見聞，最後成長為首席藝人「靈魂之王」。音樂實力和「黃泉果實」能力都磨練得更專精，專門施展利用靈魂的劍術和進行諜報活動。

### 第二部
兩年後的布魯克成為頗負盛名的音樂家，在他開完告別演唱會後與夥伴們繼續一同冒險。抵達魚人島後，由於島上巨大泡膜內的激烈海流，布魯克和夥伴再度分散。他遇上了久違的海星帕帕克，並且在人魚咖啡廳和魯夫、騙人布、喬巴和海咪會合，跟著帕帕克參觀魚人島，被龍宮國王尼普頓接待至龍宮城。當龍宮王國的人耳聞雪莉夫人的預言準備拘提眾人時，索隆、娜美、騙人布、布魯克聯手制伏尼普頓與龍宮王國的眾人，被當作劫持龍宮王國的犯人。卻在索隆與海王星王子鯊星的談判過程中，意外得知「海俠」吉貝爾留給草帽海賊團的口信，布魯克以想保護白星為由（實際目的是想看內褲），帶著龍宮王國的右大臣前往公主所在的「硬殼塔」，目睹被班塔·戴肯九世運送過來的海賊們準備發動奇襲，此時卻也剛好跟衝出硬殼塔的魯夫和白星公主碰面。在荷帝·瓊斯進犯龍宮城時接受索隆的指揮，與騙人布協助龍宮城士兵鬆綁，最後被荷帝等人所擒，原本新魚人海賊團只將布魯克當成普通白骨屍體，卻因為在所有人面前突然動起來而露餡，被索隆和騙人布吐嘈「你當初如果一直裝死我們早就能得救了」，之後並以兩年間習得的「靈魂出竅」能力讓帕帕克替他找索隆的刀，但反而把帕帕克嚇的四處逃竄。成功脫困後與夥伴一起前往魚協和廣場營救被俘虜的龍宮王國等人與吉貝爾，並擊敗新魚人海賊團幹部之一的傑歐。
離開魚人島後由於千陽號受到「白龍」的牽引而遇上大群的島嶼鯨，使得思念拉布的布魯克再度受到感動演奏「平克斯的酒」，還引來其中一頭島嶼鯨主動協助魯夫等人將千陽號頂上海面。然而在魯夫、索隆、騙人布、羅賓登上龐克哈薩特探勘時，布魯克不慎和其他同伴吸入不明氣體而陷入昏迷，但是前來帶走一行人的面具人，卻因為布魯克僅剩骷髏的外表而放過他。清醒後的布魯克很快就擊倒了面具人，並用電話蟲通知魯夫等人，透過羅賓的推測，他發現眼前有一間宛如研究所的大房子，上岸後遇上和之國的武士錦衛門的部分身軀，與其交戰但不敵對方，意外的在逃亡途中和魯夫等人會合，並出手收拾了準備解決魯夫等人的半人生物。之後，香吉士、布魯克、索隆、娜美為了尋找因故離去的和之國武士錦衛門，來到研究所的後山，遭遇雪山兄弟的襲擊而敗北倒地。經過一番波折，一行人終於抵達研究所和其他夥伴會合，為了協助恢復原形的錦衛門尋找失蹤的桃之助，布魯克便隨同佛朗基、騙人布和錦衛門再次闖進研究所的深處，但後來凱薩竟將史麥利變成致命性的劇毒氣體「死之國」，企圖殲滅島上的所有人，導致受到毒氣波及的錦衛門瞬間硬化成石像。布魯克驚慌之餘，連忙帶著石化的錦衛門夥同研究所內的其他人成功逃出研究所，卻在離開研究所時的時候，不慎失手讓錦衛門掉落地上，因而意外地砸破後者身上硬化的化學物質使其恢復原狀。
前往多雷斯羅薩的途中，布魯克對於唐吉訶德·多佛朗明哥具備著過人實力，卻沒有追殺一行人的舉動產生質疑，並於隔天呼喚船上的所有人收看送報鷗投遞的報紙新聞。千陽號行駛至多雷斯羅薩後，布魯克、娜美、喬巴、桃之助決定留在船上待命和看守千陽號，當喬巴表示為了不讓桃之助處於容易胡思亂想的獨處狀態，請求布魯克和娜美配合桃之助玩主僕扮演的遊戲時，布魯克立刻出言反對這項建議，但仍然在喬巴的半逼迫下跟著眾人進行遊戲，扮演桃之助的隋從「砰吉」（骨吉），隨後因為發現船艙裡有入侵者而進入警戒狀態。之後被唐吉訶德家族「托雷波爾軍」的喬菈變成抽象畫等的藝術品，然後與喬巴，娜美和桃之助乘白木馬1號與鯊魚3號離開烈陽號，意圖引開敵人離開千陽號，但失敗了，結果4人1船變成抽象畫等的藝術品。布魯克眼見夥伴和千陽號受到喬菈的操弄，遂急中生智，對喬菈誆稱自己欣賞她的藝術傑作，迎合對方渴望受到知音欣賞的心態，成功誘使後者將他的魂之喪劍和小提琴恢復原樣，趁機擊敗喬菈令所有人和千陽號恢復正常狀態。4人聯手痛扁險些至眾人於死地的喬菈，接受羅的指令將船隻駛近格林比特，遭遇多佛朗明哥的襲擊。香吉士、娜美、喬巴、布魯克、桃之助藉著羅的掩護，帶著被送回千陽號的凱薩逃向佐烏，詎料「ONE PIECE海賊列表#BIG MOM海賊團為了追捕凱薩而尾隨在千陽號的後方。一行人擺脫BIG MOM海賊船追擊，逃至島上，遭遇「四皇」海道的手下襲擊。多雷斯羅薩事件落幕後，布魯克的懸賞金增為8,300萬貝里。
避開BIG MOM海賊團的追殺後和伙伴抵達佐烏，一度遭受島上駐守的人們襲擊，但發現當地的純毛族居民被凱薩的劇毒瓦斯兵器重創後，跟著伙伴、凱薩和純毛族醫護人員合作，對純毛族居民進行急救，被純毛族人所收留，但從「BIG MOM」旗下成員卡波涅·培基轉述獲知香吉士的真實身世而聞之色變，和後來趕到的鲁夫等人會合並轉述香吉士為保護夥伴安全而赴約「BIG MOM」舉辦的婚宴茶會的經過。為了奪回香吉士，跟随魯夫、娜美、騙人布、喬巴、純毛族的凱洛特及佩特羅、“BIG MOM”的部下波哥姆斯前往“BIG MOM”的根據地。草帽海賊團分組行動的期間，於萬國托特蘭偶遇「BIG MOM」第35名女兒暨香吉士被安排的婚約者夏洛特·普琳，獲知香吉士參與政治聯姻的真相。後於偽裝活動期間，偶然聽見隸屬「BIG MOM」旗下的魚人海賊團船長吉貝爾欲退出「BIG MOM」的陣營卻臨時收回成命的消息，還有普琳被「BIG MOM」手下跟隨監護的情形而警覺事態有異。為調查歷史本文一事，遂和同行的純毛族人佩特羅潛入萬國托特蘭「BIG MOM」的本營，成功取得歷史本文拓本將其藏進頭蓋骨，遭遇「BIG MOM」的兒女手下伏擊並挺身作戰，卻被忽然現身的「BIG MOM」指認為需要活捉的「珍奇異獸」。面對「BIG MOM」的強勢要脅，布魯克迎戰之餘更表達自己已經作好最壞打算的覺悟，不敵「BIG MOM」的攻勢遭活擒，從而得知普琳實為和「BIG MOM」共謀將香吉士和賓什莫克家族全數滅口的實情。布魯克透過娜美、喬巴、凱洛特、佩特羅、吉貝爾協助成功脫困，偕同夥伴們、對「BIG MOM」心生不滿的凱薩·克勞恩、意圖暗殺「BIG MOM」的火戰車船長卡波涅·培基組成臨時聯盟，執行破壞「BIG MOM」與賓什莫克家族聯姻茶會暨解救賓什莫克家族成員的計畫，趁著婚禮陷入混亂期間破壞「BIG MOM」恩人卡爾梅露修女的照片。眾人逃離萬國托特蘭時協助團員對抗「BIG MOM」與旗下軍團。
與同伴一起到和之國後，按錦衛門的要求偽裝成鬼魂「骨吉」，負責工作為收集糧食，在大蛇府邸潛伏的期間協助羅賓。在羅賓被發現後，以鬼魂身分現身嚇到很多人。鬼島戰役中協助羅賓擊敗「飛六胞」成員黑瑪莉亞的部屬。